# Фърт ъф Клайд
Фърт ъф Клайд (на английски: Firth of Clyde, на шотландски келтски: Linne Chluaidh, на шотландски германски: Firth o Clyde) е залив в северната част на Ирландско море, на западното крайбрежие на Шотландия, като бреговете му попадат в областите Аргайл анд Бют), Северен Еършър и Южен Еършър.
Вдава се в сушата на 140 km, ширина на входа 40 km, във върха 5,5 km, дълбочина от 33 до 164 m. Според Международната хидрографска организация входа на залива е на югозапад и се простира по линията от най-южната точка на полуостров Кинтайр на северозапад до нос Милур на югоизток, като дължината между тях е 44 km. Крайбрежието му е предимно планинско, а на изток равнинно. Бреговата му линия, основно северната е силно разчленена от множество по-малки заливи, фиорди (Лох Файн, Лох Стривен, Лох Лонг, Гър Лох и др.) и дълги и тесни полуострови между тях. Във Фърт ъф Клайд са разположени два големи (Аран и Бют) и множество по-малки острови. В него се вливат множество реки, най-големи от които са Клайд, Ървин, Еър и Дун, вливащи се от изток. Приливите са полуденонощни с височина до 4 m. Най-големи градове и пристанища по крайбрежието му са Андросан, Бродик, Герван, Грийнок, Еър, Кампбелтаун, Ларгс, Престуик, Ренфру, Родсей, Трун, Хелънсбърг и Ървин. Чрез река Клайд и канал е саединен на изток със залива Фърт ъф Форт.